# 小行星3527
小行星3527（英語：3527 McCord）是一颗围绕太阳公转的小行星。1985年4月15日，愛德華·鮑威爾在可可尼诺县发现了此天体。
这颗小行星的绝对星等为355.2735586268563等。